# Península de Shimabara
La península de Shimabara (en japonès 島原半島, Shimabara-hantō) es troba al nord-oest de l'illa de Kyūshū, Japó, a la prefectura de Nagasaki, uns 40 quilòmetres a l'est de la ciutat de Nagasaki. S'endinsa al mar d'Ariake. Al nord-oest un istme la connecta amb la resta de l'illa de Kyūshū. Al centre de la península hi ha el mont Unzen, que s'eleva fins a gairebé 1.500 msnm.
Gran part de la península forma part del Parc Nacional Unzen-Amakusa.
A l'extrem nord-oriental hi ha ciutat de Shimabara, que fou l'escenari de la rebel·lió Shimabara, un aixecament armat de camperols japonesos, principalment cristians, en el període Edo, entre 1637 i 1638. La revolta va reforçar la desconfiança vers els cristians i els estrangers pel shōgun Iemitsu i va contribuir a la decisió d'ailla el Japó del món exterior el 1639. A partir d'aquell moment sols neerlandesos i xinesos van ser autoritzats a entrar al Japó a través de Nagasaki d'una manera molt limitada fins que el Japó es va tornar a obrir a l'exterior.